# 蒯大富
蒯大富（1945年9月14日—），江苏滨海人，中華人民共和國政治人物，1967届清华大学工程化学系学生，是文化大革命中北京紅衛兵造反派五大領袖之一。

## 早年
1945年9月14日，蒯大富出生在江苏省滨海县，其祖父是北伐军战士，父母皆为20世纪40年代的中共党员。蒯大富中学就读于滨海八滩镇中学，成绩优异。1962年考入清华大学工程化学系。

## 文化大革命时期
1966年6月1日，《人民日报》登出了社论《横扫一切牛鬼蛇神》，当晚，中央人民广播电台全文播出了聂元梓等人的大字报《宋硕、陆平、彭珮云在文化革命中究竟干些什么？》，全国上下兴起了造反运动。当时身为清华大学工程化学系三年级902班（即化九班）学生的蒯大富到一些大学看大字报，不久便要求同驻清华大学的工作组负责人叶林进行公开辩论。1966年6月由于率先提出“炮轰”压制文革的工作组，并要求夺权。1966年6月19日，蒯大富提出要赶走以叶林为组长的工作组，同一天刘少奇委托王光美去清华大学看大字报，两天后王光美加入工作组，成为引人注目的一员，但叶林仍为组长。工作组在王光美的授意下认为蒯大富是「假左派，真右派」，蒯大富被打成右派学生。因绝食以示抗议，被开除团籍并关押18天。7月21日，陈伯达派中央文革成员王力、关锋来到清华大学看望关押中的蒯大富。7月29日，工作组撤销。康生指示从清华大学接蒯大富参加7月30日新北京市委在人民大会堂召开的北京市文化革命积极分子大会。8月4日，陈伯达等人到清华大学参加批判以王光美为首的工作组执行「资产阶级反动路线」的大会，为蒯大富平反。蒯大富获得「解放」，成了著名左派。
此时蒯大富在清华大学仍属弱势。1966年9月，在中央文革工作人员李讷的要求下，北京地质学院东方红公社（简称「地质东方红」）派出百余人到清华大学张贴大量大字报，支持蒯大富。
1966年9月6日，由北京地质学院东方红公社第一把手朱成昭牵头成立了首都大专院校红卫兵革命造反总司令部（又称首都红卫兵第三司令部，简称「三司」），其负责人不设「司令」等名号，朱成昭为实际上的第一把手。此前在9月5日召开的三司负责人会议上，在朱成昭提议下，为支持清华大学文革，决定也给予蒯大富个人「首都三司负责人」的头衔（和参加三司的16个群众组织负责人的「首都三司负责人」头衔一致），并同意蒯大富在9月6日三司成立大会上以「首都三司负责人」的身份带领在场3,000多名红卫兵宣读誓词。自此，蒯大富当上三司「司令」或「副司令」的谣传便不胫而走，蒯大富也得到了「蒯司令」的绰号。
此时蒯大富手下尚没有任何组织。1966年9月23日，清华大学井冈山红卫兵成立，蒯大富为负责人（即第一把手）。1966年12月19日，清华大学井冈山红卫兵同三司的创始成员清华大学毛泽东思想红卫兵合并，成立清华大学井冈山兵团，蒯大富成为第一把手。
1966年12月18日，中央文革小组副组长张春桥在中南海西门单独接见蒯大富，听取了汇报，并布置了打倒刘少奇和邓小平的任务。蒯大富返回清华后，召开了井冈山总部的会议，传达了这一精神。12月25日，蒯大富率五千余人从清华大学赴天安门广场游行，一路上打着「打倒刘少奇」、「打倒邓小平」的口号，到达天安门广场后，召开了「彻底打倒以刘、邓为代表的资产阶级反动路线誓师大会」。然后分五路以广播车开道在王府井、西单、北京站、菜市口等繁华地带演讲、散发传单、张贴大字报。被称为一二·二五大行动。
1967年1月6日傍晚，與蒯大富關係密切的、主要由清華大學电机系二年级學生組成的「捉鬼隊」给王光美拨电话，冒充醫生及交警，谎称王光美的女儿刘平平被汽车撞伤，正在人民医院抢救，需要家长签字。于是刘少奇、王光美驱车来到医院，没有发现女儿刘平平，而看到了作为人质扣留的儿子和另一个女儿。后来王光美留下并被红卫兵带到清华大学准备批斗，第二天在周恩来的干预下，才得以返回家中。
1967年受中央文革指派参与上海「一月夺权风暴」。3月率先批判「二月逆流」。
1967年4月10日，清华大学红卫兵召开万人大会批斗王光美，彭真、陆定一、薄一波、蒋南翔参加陪斗。
1967年4月20日，北京市革命委员会成立，蒯大富当上了北京市革委会常委，首都大专院校红卫兵代表大会核心组副组长。
1967年6月上旬，北京造反派组成「揪斗刘少奇火线指挥部」，围困中南海，采用喊口号，贴标语，高音喇叭广播，甚至绝食的方法，勒令刘少奇写检查，低头认罪，接受批斗。蒯大富和他的井冈山兵团在火线指挥部充当主要角色。
1967年7月25日，林彪接见红卫兵，蒯大富还登上了天安门。27日，武汉七·二〇事件后在王力授意下蒯大富指挥手下贴出了“打倒徐向前”的大标语，28日，清华井冈山兵团的小报登出了打倒徐向前的声明。29日晚上，蒯大富手下一批人抄了徐向前的家。30日，蒯大富在清华井冈山兵团总部召开讨论会，会上，蒯大富把二、四方面军的干部打成「带枪的刘邓路线」，并进一步煽动“打倒徐向前”。主持召开各地红卫兵参加的「目前形势分析会」，提出「揪军内一小撮」口号。
1967年10月17日，蒯大富在《井冈山》报上发表《无产阶级大夺权万岁》，大谈「夺权经」。
1968年5月，蒯大富组织了清华大学井冈山兵团文攻武卫总指挥部，清华大学两派武斗中的一方。30日凌晨攻击反对蒯大富的群众组织，导致致使18人死亡，1,100多人受伤，30多人终生残疾，直接经济损失折合人民币逾1,000万元。清华的武斗影响了北京大学、北京师范大学等校的大规模武斗。7月27日首都工人毛泽东思想宣传队（简称工宣队）进驻清华大学，却遭到了蒯大富手下的抵抗，开枪造成5名工宣队员死亡，数百人受伤。
1968年7月28日凌晨，毛泽东召见聂元梓、蒯大富、韩爱晶、谭厚兰和王大宾「五大领袖」，批评了蒯大富，蒯大富当场投入毛泽东的怀中痛哭。五大领袖返回学校下，动员手下放下武器，停止战斗。
1968年12月被分配到宁夏青铜峡铝厂（冶金部三〇四厂）任技术员。1970年11月，蒯大富被以清查「五一六」名义被送到清华大学接受审查，1973年审查结束后，被安排到北京石化总厂东风化工厂（一说北京东方红炼油厂）监督劳动。

## 文革后
1978年4月19日，蒯大富在清华大学全校师生大会上，被北京市公安局宣布逮捕。1983年3月16日，北京市中级人民法院对追随林彪、江青反党集团进行反革命活动的聂元梓、蒯大富、韩爱晶进行刑事判决。以反革命宣传煽动罪、杀人罪和诬告罪判处其有期徒刑17年，剥夺政治权利4年。先后被关押在北京秦城监狱和青海共和县塘格木农场。
1987年10月31日，蒯大富刑满释放（刑期从1970年11月1日被隔离审查算起），回到青铜峡铝厂工作。1992年偕妻子到山东省蓬莱市登州镇司家庄振兴实业总公司，任工程师。1993年春曾受北京一家街道企业之聘到首都任职，但很快惊动了刘少奇遗孀王光美等中共高层领导，被迫离开北京到江苏常州，后又到深圳在一家照明工程公司任总经理，直至中风离职。

## 轶事
据万润南回忆，1966年6月，蒯大富和薄一波辩论，薄一波说“瞧你这个名字，就是资本主义的！什么大富……”蒯大富则说：“不！我这个名字是社会主义的。”“资本主义是小富，只有社会主义才是大富！”后来蒯大富的女儿叫蒯小琼。

## 扩展阅读
- 艾群《蒯大富的罪与罚》，《名人传记》1987年第2期。
- 温乐群等编《“文化大革命”中的名人之升》，中央民族学院出版社1993年版，P17；《文革英雄沉浮录》。
- 采访蒯大富（2004年8月25日） （页面存档备份，存于）
- 許愛晶. . 香港: 中國文革歷史出版社. 2011. ISBN 978-988-19857-1-2. OCLC 739376939.
- 维基文库中的相關文獻：蒯大富反革命案北京市人民检察院分院起诉书